# Trichomanes melanotrichum
Trichomanes melanotrichum là một loài thực vật có mạch trong họ Hymenophyllaceae. Loài này được Schltdl. miêu tả khoa học đầu tiên năm 1825.